# 2006-os IIHF divízió I-es jégkorong-világbajnokság
A 2006-os IIHF divízió I-es jégkorong-világbajnokság A csoportját Franciaországban, a B csoportját Észtországban rendezték április 23. és április 30. között. A vb-n 12 válogatott vett részt, két hatos csoportban.

## Résztvevők
A világbajnokságon az alábbi 12 válogatott vett részt.
A csoport
| Csapat         | Kvalifikáció módja                                                      |
| -------------- | ----------------------------------------------------------------------- |
| Németország    | Előző évben a főcsoport 15. helyén végzett és kiesett.                  |
| Franciaország  | Rendező, előző évben a divízió I B csoportjának 2. helyén végzett.      |
| Magyarország   | Előző évben a divízió I A csoportjának 3. helyén végzett.               |
| Japán          | Előző évben a divízió I A csoportjának 4. helyén végzett.               |
| Nagy-Britannia | Előző évben a divízió I A csoportjának 5. helyén végzett.               |
| Izrael         | Előző évben a divízió II B csoportjának 1. helyén végzett és feljutott. |

B csoport
| Csapat        | Kvalifikáció módja                                                      |
| ------------- | ----------------------------------------------------------------------- |
| Ausztria      | Előző évben a főcsoport 16. helyén végzett és kiesett.                  |
| Lengyelország | Előző évben a divízió I A csoportjának 2. helyén végzett.               |
| Hollandia     | Előző évben a divízió I B csoportjának 3. helyén végzett.               |
| Észtország    | Rendező, előző évben a divízió I B csoportjának 4. helyén végzett.      |
| Litvánia      | Előző évben a divízió I B csoportjának 5. helyén végzett.               |
| Horvátország  | Előző évben a divízió II A csoportjának 1. helyén végzett és feljutott. |

## Eredmények
| Jelmagyarázat            |
| ------------------------ |
| Feljutott a főcsoportba. |
| Kiesett a divízió II-be. |

### A csoport
| Nemzet         | M | Gy | D | V | G+ | G- | Gk  | P  |
| -------------- | - | -- | - | - | -- | -- | --- | -- |
| Németország    | 5 | 5  | 0 | 0 | 34 | 4  | +30 | 10 |
| Franciaország  | 5 | 3  | 1 | 1 | 17 | 9  | +8  | 7  |
| Japán          | 5 | 3  | 0 | 2 | 18 | 14 | +4  | 6  |
| Magyarország   | 5 | 2  | 1 | 2 | 20 | 18 | +2  | 5  |
| Nagy-Britannia | 5 | 1  | 0 | 4 | 17 | 17 | 0   | 2  |
| Izrael         | 5 | 0  | 0 | 5 | 3  | 47 | –44 | 0  |

| 2006. április 24. 13:00 | Izrael | 2–11 (0–6, 0–3, 2–2) | Németország | Coliseum Nézőszám: 1748 |

| Jegyzőkönyv | Jegyzőkönyv                 | Jegyzőkönyv                             | Jegyzőkönyv   | Jegyzőkönyv               |
| --- | --------------------------- | --------------------------------------- | ------------- | ------------------------- |
| | Jevgeny Gusin Boris Amromin | Kapusok                                 | Thomas Greiss | Játékvezető: Sven Bergman |
| \| \| 0–1 \| 1:04 – Goc (Sulzer) (PP1) \| \| \| 0–2 \| 4:20 – Boos (Kreutzer, Goc) (PP1) \| \| \| 0–3 \| 5:13 – Bader (Sturm, Hordler) \| \| \| 0–4 \| 7:48 – Gawlik (Gogulla, Schütz) \| \| \| 0–5 \| 11:02 – Gawlik (Bakos, Schütz) \| \| \| 0–6 \| 14:21 – Kreutzer (Ullman, Boos) \| \| \| 0–7 \| 23:03 – Bader (Seidenberg) \| \| \| 0–8 \| 24:16 – Barta (Busch) \| \| \| 0–9 \| 36:30 – Sturm (Seidenberg, Busch) (PP1) \| \| 42:44 – O Eizenman (A Eizenman, Bochner) \| 1–9 \| \| \| 43:04 – A Eizenman (O Eizenman) \| 2–9 \| \| \| \| 2–10 \| 50:24 – Sturm (Ustorf, Busch) \| \| \| 2–11 \| 51:23 – Fical (Ancicka, Ullman) \| |                             |                                         |               | Játékvezető: Sven Bergman |
| 18 perc | Büntetések                  | 4 perc                                  |               | Játékvezető: Sven Bergman |
| 17 | Lövések                     | 80                                      |               | Játékvezető: Sven Bergman |
| | 0–1                         | 1:04 – Goc (Sulzer) (PP1)               |               | Játékvezető: Sven Bergman |
| | 0–2                         | 4:20 – Boos (Kreutzer, Goc) (PP1)       |               | Játékvezető: Sven Bergman |
| | 0–3                         | 5:13 – Bader (Sturm, Hordler)           |               | Játékvezető: Sven Bergman |
| | 0–4                         | 7:48 – Gawlik (Gogulla, Schütz)         |               |                           |
| | 0–5                         | 11:02 – Gawlik (Bakos, Schütz)          |               |                           |
| | 0–6                         | 14:21 – Kreutzer (Ullman, Boos)         |               |                           |
| | 0–7                         | 23:03 – Bader (Seidenberg)              |               |                           |
| | 0–8                         | 24:16 – Barta (Busch)                   |               |                           |
| | 0–9                         | 36:30 – Sturm (Seidenberg, Busch) (PP1) |               |                           |
| 42:44 – O Eizenman (A Eizenman, Bochner) | 1–9                         |                                         |               |                           |
| 43:04 – A Eizenman (O Eizenman) | 2–9                         |                                         |               |                           |
| | 2–10                        | 50:24 – Sturm (Ustorf, Busch)           |               |                           |
| | 2–11                        | 51:23 – Fical (Ancicka, Ullman)         |               |                           |

| 2006. április 24. 16:30 | Nagy-Britannia | 3–4 (0–1, 1–1, 2–2) | Magyarország | Coliseum Nézőszám: 1373 |

| Jegyzőkönyv | Jegyzőkönyv    | Jegyzőkönyv                              | Jegyzőkönyv    | Jegyzőkönyv               |
| --- | -------------- | ---------------------------------------- | -------------- | ------------------------- |
| | Stephen Murphy | Kapusok                                  | Szuper Levente | Játékvezető: Rudolf Lauff |
| \| \| 0–1 \| 9:47 – Gröschl (Ocskay, Palkovics) (PP1) \| \| 22:45 – Myers (Cowley) (PP1) \| 1–1 \| \| \| \| 1–2 \| 28:38 – Kovács (Vas) \| \| \| 1–3 \| 44:44 – Ocskay (Palkovics, Sille \| \| \| 1–4 \| 46:33 – Vas (Ladányi, Tokaji) (PP1) \| \| 56:50 – Phillips (Ellis) (PP2) \| 2–4 \| \| \| 57:26 – Shields (Owen) \| 3–4 \| \| |                |                                          |                | Játékvezető: Rudolf Lauff |
| 20 perc | Büntetések     | 12 perc                                  |                | Játékvezető: Rudolf Lauff |
| 26 | Lövések        | 27                                       |                | Játékvezető: Rudolf Lauff |
| | 0–1            | 9:47 – Gröschl (Ocskay, Palkovics) (PP1) |                | Játékvezető: Rudolf Lauff |
| 22:45 – Myers (Cowley) (PP1) | 1–1            |                                          |                | Játékvezető: Rudolf Lauff |
| | 1–2            | 28:38 – Kovács (Vas)                     |                | Játékvezető: Rudolf Lauff |
| | 1–3            | 44:44 – Ocskay (Palkovics, Sille         |                |                           |
| | 1–4            | 46:33 – Vas (Ladányi, Tokaji) (PP1)      |                |                           |
| 56:50 – Phillips (Ellis) (PP2) | 2–4            |                                          |                |                           |
| 57:26 – Shields (Owen) | 3–4            |                                          |                |                           |

| 2006. április 24. 20:00 | Japán | 1–4 (0–2, 1–2, 0–0) | Franciaország | Coliseum Nézőszám: 2600 |

| Jegyzőkönyv | Jegyzőkönyv     | Jegyzőkönyv                                     | Jegyzőkönyv    | Jegyzőkönyv                |
| --- | --------------- | ----------------------------------------------- | -------------- | -------------------------- |
| | Masahito Haruna | Kapusok                                         | Fabrice Lhenry | Játékvezető: Marc Muylaert |
| \| \| 0–1 \| 14:52 – Meunier (Coqueux) (PP1) \| \| \| 0–2 \| 18:08 – F. Rozenthal (Bonnard, Bachelet) \| \| 24:16 – Saito (Yule) (PP1) \| 1–2 \| \| \| \| 1–3 \| 25:20 – Amar (Coqueux, Meunier) (PP1) \| \| \| 1–4 \| 36:24 – Desrosiers (M. Rozenthal, F. Rozenthal) \| |                 |                                                 |                | Játékvezető: Marc Muylaert |
| 16 perc | Büntetések      | 22 perc                                         |                | Játékvezető: Marc Muylaert |
| 26 | Lövések         | 38                                              |                | Játékvezető: Marc Muylaert |
| | 0–1             | 14:52 – Meunier (Coqueux) (PP1)                 |                | Játékvezető: Marc Muylaert |
| | 0–2             | 18:08 – F. Rozenthal (Bonnard, Bachelet)        |                | Játékvezető: Marc Muylaert |
| 24:16 – Saito (Yule) (PP1) | 1–2             |                                                 |                | Játékvezető: Marc Muylaert |
| | 1–3             | 25:20 – Amar (Coqueux, Meunier) (PP1)           |                |                            |
| | 1–4             | 36:24 – Desrosiers (M. Rozenthal, F. Rozenthal) |                |                            |

| 2006. április 25. 16:30 | Németország | 4–0 (1–0, 1–0, 2–0) | Japán | Coliseum Nézőszám: 1221 |

| Jegyzőkönyv | Jegyzőkönyv   | Jegyzőkönyv | Jegyzőkönyv   | Jegyzőkönyv               |
| --- | ------------- | ----------- | ------------- | ------------------------- |
| | Robert Müller | Kapusok     | Naoya Kikuchi | Játékvezető: Rudolf Lauff |
| \| 8:55 – Renz (Ustorf) \| 1–0 \| \| \| 35:29 – Sturm (Busch) (PP1) \| 2–0 \| \| \| 43:18 – Ustorf (Busch, Ancicka) \| 3–0 \| \| \| 50:35 – Goc (Ustorf, Sturm) (PP1) \| 4–0 \| \| |               |             |               | Játékvezető: Rudolf Lauff |
| 16 perc | Büntetések    | 14 perc     |               | Játékvezető: Rudolf Lauff |
| 39 | Lövések       | 16          |               | Játékvezető: Rudolf Lauff |
| 8:55 – Renz (Ustorf) | 1–0           |             |               | Játékvezető: Rudolf Lauff |
| 35:29 – Sturm (Busch) (PP1) | 2–0           |             |               | Játékvezető: Rudolf Lauff |
| 43:18 – Ustorf (Busch, Ancicka) | 3–0           |             |               | Játékvezető: Rudolf Lauff |
| 50:35 – Goc (Ustorf, Sturm) (PP1) | 4–0           |             |               |                           |

| 2006. április 25. 20:00 | Franciaország | 1–0 (0–0, 0–0, 1–0) | Nagy-Britannia | Coliseum Nézőszám: 2696 |

| Jegyzőkönyv                                                   | Jegyzőkönyv    | Jegyzőkönyv | Jegyzőkönyv | Jegyzőkönyv               |
| ------------------------------------------------------------- | -------------- | ----------- | ----------- | ------------------------- |
|                                                               | Fabrice Lhenry | Kapusok     | Steven Lyle | Játékvezető: Sven Bergman |
| \| 45:07 – F. Rozenthal (Desrosiers, Amar) (PP1) \| 1–0 \| \| |                |             |             | Játékvezető: Sven Bergman |
| 22 perc                                                       | Büntetések     | 34 perc     |             | Játékvezető: Sven Bergman |
| 37                                                            | Lövések        | 26          |             | Játékvezető: Sven Bergman |
| 45:07 – F. Rozenthal (Desrosiers, Amar) (PP1)                 | 1–0            |             |             | Játékvezető: Sven Bergman |

| 2006. április 26. 16:30 | Magyarország | 8–0 (3–0, 3–0, 2–0) | Izrael | Coliseum Nézőszám: 883 |

| Jegyzőkönyv | Jegyzőkönyv     | Jegyzőkönyv | Jegyzőkönyv                 | Jegyzőkönyv                |
| --- | --------------- | ----------- | --------------------------- | -------------------------- |
| | Budai Krisztián | Kapusok     | Jevgeny Gusin Boris Amromin | Játékvezető: Marc Muylaert |
| \| 5:12 – Vas (Peterdi) (PP1) \| 1–0 \| \| \| 6:40 – Kovács (Majoross) \| 2–0 \| \| \| 13:43 – Vas (Tokaji, Ladányi) \| 3–0 \| \| \| 25:11 – Vas (Peterdi) (SH1) \| 4–0 \| \| \| 27:35 – Peterdi (Horváth) (PP1) \| 5–0 \| \| \| 34:54 – Szélig (Ocskay) (PP1) \| 6–0 \| \| \| 52:33 – Palkovics (Szélig) \| 7–0 \| \| \| 55:39 – Gröschl (Ocskay, Palkovics) (PP1) \| 8–0 \| \| |                 |             |                             | Játékvezető: Marc Muylaert |
| 16 perc | Büntetések      | 22 perc     |                             | Játékvezető: Marc Muylaert |
| 37 | Lövések         | 12          |                             | Játékvezető: Marc Muylaert |
| 5:12 – Vas (Peterdi) (PP1) | 1–0             |             |                             | Játékvezető: Marc Muylaert |
| 6:40 – Kovács (Majoross) | 2–0             |             |                             | Játékvezető: Marc Muylaert |
| 13:43 – Vas (Tokaji, Ladányi) | 3–0             |             |                             | Játékvezető: Marc Muylaert |
| 25:11 – Vas (Peterdi) (SH1) | 4–0             |             |                             |                            |
| 27:35 – Peterdi (Horváth) (PP1) | 5–0             |             |                             |                            |
| 34:54 – Szélig (Ocskay) (PP1) | 6–0             |             |                             |                            |
| 52:33 – Palkovics (Szélig) | 7–0             |             |                             |                            |
| 55:39 – Gröschl (Ocskay, Palkovics) (PP1) | 8–0             |             |                             |                            |

| 2006. április 27. 13:00 | Izrael | 1–7 (0–1, 1–3, 0–3) | Japán | Coliseum Nézőszám: 1262 |

| Jegyzőkönyv | Jegyzőkönyv   | Jegyzőkönyv                            | Jegyzőkönyv     | Jegyzőkönyv                |
| --- | ------------- | -------------------------------------- | --------------- | -------------------------- |
| | Jevgeny Gusin | Kapusok                                | Masahito Haruna | Játékvezető: Marc Muylaert |
| \| \| 0–1 \| 17:48 – Saito (Kon, Yanadori) (PP1) \| \| \| 0–2 \| 21:15 – Suzuki (Osawa, Ogawa) \| \| \| 0–3 \| 22:13 – Yule (Ogawa, Suzuki) \| \| \| 0–4 \| 22:26 – Nishiwaki (Ueno, Suzuki) \| \| 23:04 – A. Eizenman (O. Eizenman, Soreanu) \| 1–4 \| \| \| \| 1–5 \| 53:23 – Keller (Yule, Suzuki) (PP1) \| \| \| 1–6 \| 54:56 – Suzuki (Nishiwaki, Yule) (PP1) \| \| \| 1–7 \| 56:48 – Osawa (Nishiwaki, Obaru) \| |               |                                        |                 | Játékvezető: Marc Muylaert |
| 20 perc | Büntetések    | 12 perc                                |                 | Játékvezető: Marc Muylaert |
| 7 | Lövések       | 59                                     |                 | Játékvezető: Marc Muylaert |
| | 0–1           | 17:48 – Saito (Kon, Yanadori) (PP1)    |                 | Játékvezető: Marc Muylaert |
| | 0–2           | 21:15 – Suzuki (Osawa, Ogawa)          |                 | Játékvezető: Marc Muylaert |
| | 0–3           | 22:13 – Yule (Ogawa, Suzuki)           |                 | Játékvezető: Marc Muylaert |
| | 0–4           | 22:26 – Nishiwaki (Ueno, Suzuki)       |                 |                            |
| 23:04 – A. Eizenman (O. Eizenman, Soreanu) | 1–4           |                                        |                 |                            |
| | 1–5           | 53:23 – Keller (Yule, Suzuki) (PP1)    |                 |                            |
| | 1–6           | 54:56 – Suzuki (Nishiwaki, Yule) (PP1) |                 |                            |
| | 1–7           | 56:48 – Osawa (Nishiwaki, Obaru)       |                 |                            |

| 2006. április 27. 16:30 | Németország | 8–0 (4–0, 1–0, 3–0) | Nagy-Britannia | Coliseum Nézőszám: 2012 |

| Jegyzőkönyv | Jegyzőkönyv   | Jegyzőkönyv | Jegyzőkönyv                | Jegyzőkönyv                |
| --- | ------------- | ----------- | -------------------------- | -------------------------- |
| | Robert Müller | Kapusok     | Stephen Murphy Steven Lyle | Játékvezető: Andriy Sevruk |
| \| 2:04 – Goc (Sulzer) \| 1–0 \| \| \| 9:07 – Gogulla (Schütz) \| 2–0 \| \| \| 11:46 – Goc (Ustorf) (PP1) \| 3–0 \| \| \| 18:55 – Kreutzer (Bader, Goc) (PP1) \| 4–0 \| \| \| 38:54 – Gawlik (Schütz, Sulzer) (PP1) \| 5–0 \| \| \| 40:51 – Ullmann (Boos) \| 6–0 \| \| \| 46:36 – Schütz (Hordler) \| 7–0 \| \| \| 52:52 – Schütz (Gogulla) \| 8–0 \| \| |               |             |                            | Játékvezető: Andriy Sevruk |
| 18 perc | Büntetések    | 38 perc     |                            | Játékvezető: Andriy Sevruk |
| 39 | Lövések       | 14          |                            | Játékvezető: Andriy Sevruk |
| 2:04 – Goc (Sulzer) | 1–0           |             |                            | Játékvezető: Andriy Sevruk |
| 9:07 – Gogulla (Schütz) | 2–0           |             |                            | Játékvezető: Andriy Sevruk |
| 11:46 – Goc (Ustorf) (PP1) | 3–0           |             |                            | Játékvezető: Andriy Sevruk |
| 18:55 – Kreutzer (Bader, Goc) (PP1) | 4–0           |             |                            |                            |
| 38:54 – Gawlik (Schütz, Sulzer) (PP1) | 5–0           |             |                            |                            |
| 40:51 – Ullmann (Boos) | 6–0           |             |                            |                            |
| 46:36 – Schütz (Hordler) | 7–0           |             |                            |                            |
| 52:52 – Schütz (Gogulla) | 8–0           |             |                            |                            |

| 2006. április 27. 20:00 | Franciaország | 3–3 (1–1, 2–1, 0–1) | Magyarország | Coliseum Nézőszám: 3020 |

| Jegyzőkönyv | Jegyzőkönyv    | Jegyzőkönyv                         | Jegyzőkönyv    | Jegyzőkönyv               |
| --- | -------------- | ----------------------------------- | -------------- | ------------------------- |
| | Fabrice Lhenry | Kapusok                             | Szuper Levente | Játékvezető: Rudolf Lauff |
| \| 12:10 – F. Rozenthal (PP1) \| 1–0 \| \| \| \| 1–1 \| 18:53 – Ocskay (Palkovics, Sille) \| \| \| 1–2 \| 20:55 – Ladányi \| \| 22:41 – Hecquefeuille (Coqueux) \| 2–2 \| \| \| 29:40 – Barin (M. Rozenthal, F. Rozenthal) \| 3–2 \| \| \| \| 3–3 \| 52:18 – Palkovics (Ocskay, Gröschl) \| |                |                                     |                | Játékvezető: Rudolf Lauff |
| 0 perc | Büntetések     | 4 perc                              |                | Játékvezető: Rudolf Lauff |
| 28 | Lövések        | 18                                  |                | Játékvezető: Rudolf Lauff |
| 12:10 – F. Rozenthal (PP1) | 1–0            |                                     |                | Játékvezető: Rudolf Lauff |
| | 1–1            | 18:53 – Ocskay (Palkovics, Sille)   |                | Játékvezető: Rudolf Lauff |
| | 1–2            | 20:55 – Ladányi                     |                | Játékvezető: Rudolf Lauff |
| 22:41 – Hecquefeuille (Coqueux) | 2–2            |                                     |                |                           |
| 29:40 – Barin (M. Rozenthal, F. Rozenthal) | 3–2            |                                     |                |                           |
| | 3–3            | 52:18 – Palkovics (Ocskay, Gröschl) |                |                           |

| 2006. április 29. 13:00 | Japán | 4–2 (1–2, 1–0, 2–0) | Nagy-Britannia | Coliseum Nézőszám: 1482 |

| Jegyzőkönyv | Jegyzőkönyv   | Jegyzőkönyv                 | Jegyzőkönyv | Jegyzőkönyv                |
| --- | ------------- | --------------------------- | ----------- | -------------------------- |
| | Naoya Kikuchi | Kapusok                     | Steven Lyle | Játékvezető: Marc Muylaert |
| \| \| 0–1 \| 1:43 – Owen (Ellis, Clarke) \| \| 2:48 – Kon (Uchiyama) \| 1–1 \| \| \| \| 1–2 \| 19:17 – Ellis (Owen) \| \| 23:03 – Sato (Ito, Domeki) (PP1) \| 2–2 \| \| \| 53:59 – Uchiyama (Ito, Miyauchi) \| 3–2 \| \| \| 59:58 – Kon (Saito) (PP1) \| 4–2 \| \| |               |                             |             | Játékvezető: Marc Muylaert |
| 12 perc | Büntetések    | 18 perc                     |             | Játékvezető: Marc Muylaert |
| 43 | Lövések       | 19                          |             | Játékvezető: Marc Muylaert |
| | 0–1           | 1:43 – Owen (Ellis, Clarke) |             | Játékvezető: Marc Muylaert |
| 2:48 – Kon (Uchiyama) | 1–1           |                             |             | Játékvezető: Marc Muylaert |
| | 1–2           | 19:17 – Ellis (Owen)        |             | Játékvezető: Marc Muylaert |
| 23:03 – Sato (Ito, Domeki) (PP1) | 2–2           |                             |             |                            |
| 53:59 – Uchiyama (Ito, Miyauchi) | 3–2           |                             |             |                            |
| 59:58 – Kon (Saito) (PP1) | 4–2           |                             |             |                            |

| 2006. április 29. 16:30 | Franciaország | 9–0 (3–0, 2–0, 4–0) | Izrael | Coliseum Nézőszám: 3048 |

| Jegyzőkönyv | Jegyzőkönyv | Jegyzőkönyv | Jegyzőkönyv                 | Jegyzőkönyv               |
| --- | ----------- | ----------- | --------------------------- | ------------------------- |
| | Eddy Ferhi  | Kapusok     | Jevgeny Gusin Boris Amromin | Játékvezető: Rudolf Lauff |
| \| 3:45 – Coqueux (Barin) (PP1) \| 1–0 \| \| \| 11:34 – Hecquefeuille (Coqueux, Lussier) \| 2–0 \| \| \| 18:32 – Coqueux (Lussier, Hecquefeuille) \| 3–0 \| \| \| 33:18 – Meunier (Coqueux) (PP1) \| 4–0 \| \| \| 35:39 – Mortas (Karrer) \| 5–0 \| \| \| 43:27 – Hecquefeuille (Coqueux) \| 6–0 \| \| \| 44:03 – Tardif (Gras, Bachet) \| 7–0 \| \| \| 50:24 – M. Rozenthal (Karrer, Desrosiers) (SH1) \| 8–0 \| \| \| 57:10 – Meunier (Gras, Amar) (SH1) \| 9–0 \| \| |             |             |                             | Játékvezető: Rudolf Lauff |
| 12 perc | Büntetések  | 16 perc     |                             | Játékvezető: Rudolf Lauff |
| 55 | Lövések     | 9           |                             | Játékvezető: Rudolf Lauff |
| 3:45 – Coqueux (Barin) (PP1) | 1–0         |             |                             | Játékvezető: Rudolf Lauff |
| 11:34 – Hecquefeuille (Coqueux, Lussier) | 2–0         |             |                             | Játékvezető: Rudolf Lauff |
| 18:32 – Coqueux (Lussier, Hecquefeuille) | 3–0         |             |                             | Játékvezető: Rudolf Lauff |
| 33:18 – Meunier (Coqueux) (PP1) | 4–0         |             |                             |                           |
| 35:39 – Mortas (Karrer) | 5–0         |             |                             |                           |
| 43:27 – Hecquefeuille (Coqueux) | 6–0         |             |                             |                           |
| 44:03 – Tardif (Gras, Bachet) | 7–0         |             |                             |                           |
| 50:24 – M. Rozenthal (Karrer, Desrosiers) (SH1) | 8–0         |             |                             |                           |
| 57:10 – Meunier (Gras, Amar) (SH1) | 9–0         |             |                             |                           |

| 2006. április 29. 20:00 | Magyarország | 2–6 (1–0, 1–2, 0–4) | Németország | Coliseum Nézőszám: 2648 |

| Jegyzőkönyv | Jegyzőkönyv    | Jegyzőkönyv                              | Jegyzőkönyv   | Jegyzőkönyv               |
| --- | -------------- | ---------------------------------------- | ------------- | ------------------------- |
| | Szuper Levente | Kapusok                                  | Robert Müller | Játékvezető: Sven Bergman |
| \| 8:07 – Jánosi (Feil) \| 1–0 \| \| \| \| 1–1 \| 30:54 – Barta (SH1) \| \| 35:46 – Gröschl (Ocskay, Palkovics) \| 2–1 \| \| \| \| 2–2 \| 38:05 – Boos (Goc, Felski) (PP1) \| \| \| 2–3 \| 45:11 – Felski (Fical, Bakos) \| \| \| 2–4 \| 49:21 – Seidenberg (Goc, Kreutzer) (PP1) \| \| \| 2–5 \| 54:13 – Seidenberg (Hordler, Kreutzer) \| \| \| 2–6 \| 54:47 – Ancicka (Sturm, Ustorf) \| |                |                                          |               | Játékvezető: Sven Bergman |
| 12 perc | Büntetések     | 8 perc                                   |               | Játékvezető: Sven Bergman |
| 15 | Lövések        | 50                                       |               | Játékvezető: Sven Bergman |
| 8:07 – Jánosi (Feil) | 1–0            |                                          |               | Játékvezető: Sven Bergman |
| | 1–1            | 30:54 – Barta (SH1)                      |               | Játékvezető: Sven Bergman |
| 35:46 – Gröschl (Ocskay, Palkovics) | 2–1            |                                          |               | Játékvezető: Sven Bergman |
| | 2–2            | 38:05 – Boos (Goc, Felski) (PP1)         |               |                           |
| | 2–3            | 45:11 – Felski (Fical, Bakos)            |               |                           |
| | 2–4            | 49:21 – Seidenberg (Goc, Kreutzer) (PP1) |               |                           |
| | 2–5            | 54:13 – Seidenberg (Hordler, Kreutzer)   |               |                           |
| | 2–6            | 54:47 – Ancicka (Sturm, Ustorf)          |               |                           |

| 2006. április 30. 13:00 | Nagy-Britannia | 12–0 (2–0, 4–0, 6–0) | Izrael | Coliseum Nézőszám: 1370 |

| Jegyzőkönyv | Jegyzőkönyv | Jegyzőkönyv | Jegyzőkönyv                 | Jegyzőkönyv               |
| --- | ----------- | ----------- | --------------------------- | ------------------------- |
| | Steven Lyle | Kapusok     | Jevgeny Gusin Boris Amromin | Játékvezető: Sven Bergman |
| \| 6:52 – M. Myers (Clarke, Moody) \| 1–0 \| \| \| 14:48 – M. Myers (D. Phillips, Clarke) \| 2–0 \| \| \| 25:04 – Ellis (Owen, D. Phillips) \| 3–0 \| \| \| 27:16 – Shields (Levers) \| 4–0 \| \| \| 30:27 – Shields (Cowley, Weaver) \| 5–0 \| \| \| 32:28 – Owen (D. Phillips, Ellis) \| 6–0 \| \| \| 41:32 – M. Myers (Clarke, Jamieson) \| 7–0 \| \| \| 42:04 – Shields (Cowley, Levers) \| 8–0 \| \| \| 48:17 – Cowley (Levers, D. Myers) (PP1) \| 9–0 \| \| \| 51:19 – Moran (Sample, D. Myers) (PP1) \| 10–0 \| \| \| 52:58 – Clarke (J. Phillips, Thomas) \| 11–0 \| \| \| 59:24 – M. Myers (J. Phillips, Clarke) \| 12–0 \| \| |             |             |                             | Játékvezető: Sven Bergman |
| 22 perc | Büntetések  | 36 perc     |                             | Játékvezető: Sven Bergman |
| 46 | Lövések     | 13          |                             | Játékvezető: Sven Bergman |
| 6:52 – M. Myers (Clarke, Moody) | 1–0         |             |                             | Játékvezető: Sven Bergman |
| 14:48 – M. Myers (D. Phillips, Clarke) | 2–0         |             |                             | Játékvezető: Sven Bergman |
| 25:04 – Ellis (Owen, D. Phillips) | 3–0         |             |                             | Játékvezető: Sven Bergman |
| 27:16 – Shields (Levers) | 4–0         |             |                             |                           |
| 30:27 – Shields (Cowley, Weaver) | 5–0         |             |                             |                           |
| 32:28 – Owen (D. Phillips, Ellis) | 6–0         |             |                             |                           |
| 41:32 – M. Myers (Clarke, Jamieson) | 7–0         |             |                             |                           |
| 42:04 – Shields (Cowley, Levers) | 8–0         |             |                             |                           |
| 48:17 – Cowley (Levers, D. Myers) (PP1) | 9–0         |             |                             |                           |
| 51:19 – Moran (Sample, D. Myers) (PP1) | 10–0        |             |                             |                           |
| 52:58 – Clarke (J. Phillips, Thomas) | 11–0        |             |                             |                           |
| 59:24 – M. Myers (J. Phillips, Clarke) | 12–0        |             |                             |                           |

| 2006. április 30. 16:30 | Magyarország | 3–6 (1–1, 1–3, 1–2) | Japán | Coliseum Nézőszám: 1340 |

| Jegyzőkönyv | Jegyzőkönyv                    | Jegyzőkönyv                  | Jegyzőkönyv   | Jegyzőkönyv                |
| --- | ------------------------------ | ---------------------------- | ------------- | -------------------------- |
| | Budai Krisztián Szuper Levente | Kapusok                      | Naoya Kikuchi | Játékvezető: Andriy Sevruk |
| \| 5:10 – Kovács (Ladányi) \| 1–0 \| \| \| \| 1–1 \| 9:30 – Ueno (Ito) (PP1) \| \| 27:12 – Palkovics (Ocskay) (PP1) \| 2–1 \| \| \| \| 2–2 \| 30:39 – Ogawa (Yule, Suzuki) \| \| \| 2–3 \| 34:22 – Obara (Ito, Ueno) \| \| \| 2–4 \| 39:17 – Saito (Uchiyama) \| \| \| 2–5 \| 44:28 – Yule (Suzuki) (PP1) \| \| \| 2–6 \| 48:41 – Sato (Iimura) (SH1) \| \| 54:21 – Vas (Peterdi, Tokaji) \| 3–6 \| \| |                                |                              |               | Játékvezető: Andriy Sevruk |
| 12 perc | Büntetések                     | 12 perc                      |               | Játékvezető: Andriy Sevruk |
| 23 | Lövések                        | 28                           |               | Játékvezető: Andriy Sevruk |
| 5:10 – Kovács (Ladányi) | 1–0                            |                              |               | Játékvezető: Andriy Sevruk |
| | 1–1                            | 9:30 – Ueno (Ito) (PP1)      |               | Játékvezető: Andriy Sevruk |
| 27:12 – Palkovics (Ocskay) (PP1) | 2–1                            |                              |               | Játékvezető: Andriy Sevruk |
| | 2–2                            | 30:39 – Ogawa (Yule, Suzuki) |               |                            |
| | 2–3                            | 34:22 – Obara (Ito, Ueno)    |               |                            |
| | 2–4                            | 39:17 – Saito (Uchiyama)     |               |                            |
| | 2–5                            | 44:28 – Yule (Suzuki) (PP1)  |               |                            |
| | 2–6                            | 48:41 – Sato (Iimura) (SH1)  |               |                            |
| 54:21 – Vas (Peterdi, Tokaji) | 3–6                            |                              |               |                            |

| 2006. április 30. 20:00 | Németország | 5–0 (2–0, 3–0, 0–0) | Franciaország | Coliseum Nézőszám: 3200 |

| Jegyzőkönyv | Jegyzőkönyv   | Jegyzőkönyv | Jegyzőkönyv     | Jegyzőkönyv                |
| --- | ------------- | ----------- | --------------- | -------------------------- |
| | Robert Müller | Kapusok     | Frabrice Lhenry | Játékvezető: Marc Muylaert |
| \| 9:37 – Goc (Kruetzer) (PP1) \| 1–0 \| \| \| 11:42 – Goc (Gogulla) \| 2–0 \| \| \| 27:13 – Ancicka (Schütz) \| 3–0 \| \| \| 33:21 – Barta (Fical) \| 4–0 \| \| \| 36:42 – Sturm (Bader, Goc) \| 5–0 \| \| |               |             |                 | Játékvezető: Marc Muylaert |
| 12 perc | Büntetések    | 10 perc     |                 | Játékvezető: Marc Muylaert |
| 29 | Lövések       | 29          |                 | Játékvezető: Marc Muylaert |
| 9:37 – Goc (Kruetzer) (PP1) | 1–0           |             |                 | Játékvezető: Marc Muylaert |
| 11:42 – Goc (Gogulla) | 2–0           |             |                 | Játékvezető: Marc Muylaert |
| 27:13 – Ancicka (Schütz) | 3–0           |             |                 | Játékvezető: Marc Muylaert |
| 33:21 – Barta (Fical) | 4–0           |             |                 |                            |
| 36:42 – Sturm (Bader, Goc) | 5–0           |             |                 |                            |

### B csoport
| Nemzet        | M | Gy | D | V | G+ | G- | Gk  | P  |
| ------------- | - | -- | - | - | -- | -- | --- | -- |
| Ausztria      | 5 | 5  | 0 | 0 | 27 | 9  | +18 | 10 |
| Litvánia      | 5 | 3  | 1 | 1 | 24 | 14 | +10 | 7  |
| Lengyelország | 5 | 3  | 0 | 2 | 19 | 10 | +9  | 6  |
| Észtország    | 5 | 2  | 0 | 3 | 19 | 21 | –2  | 4  |
| Hollandia     | 5 | 1  | 1 | 3 | 13 | 24 | –11 | 3  |
| Horvátország  | 5 | 0  | 0 | 5 | 11 | 35 | –24 | 0  |

| 2006. április 23. 13:00 | Litvánia | 3–3 (2–0, 0–1, 1–2) | Hollandia | Tallinn Nézőszám: 250 |

| Jegyzőkönyv | Jegyzőkönyv        | Jegyzőkönyv                         | Jegyzőkönyv       | Jegyzőkönyv               |
| --- | ------------------ | ----------------------------------- | ----------------- | ------------------------- |
| | Arunas Aleinikovas | Kapusok                             | Philip Groeneveld | Játékvezető: Moray Hanson |
| \| 3:24 – Lelenas (D. Bauba, Katulis) (PP1) \| 1–0 \| \| \| 10:29 – Vaiciukevicius (Andrius Kaminskas) \| 2–0 \| \| \| \| 2–1 \| 34:09 – de Wit (SH1) \| \| 55:39 – E. Bauba (Bernatavicius) \| 3–1 \| \| \| \| 3–2 \| 58:44 – Polet (Livingston, de Wit) \| \| \| 3–3 \| 59:32 – Hartogs (Kars, van Schagen) \| |                    |                                     |                   | Játékvezető: Moray Hanson |
| 16 perc | Büntetések         | 16 perc                             |                   | Játékvezető: Moray Hanson |
| 33 | Lövések            | 40                                  |                   | Játékvezető: Moray Hanson |
| 3:24 – Lelenas (D. Bauba, Katulis) (PP1) | 1–0                |                                     |                   | Játékvezető: Moray Hanson |
| 10:29 – Vaiciukevicius (Andrius Kaminskas) | 2–0                |                                     |                   | Játékvezető: Moray Hanson |
| | 2–1                | 34:09 – de Wit (SH1)                |                   | Játékvezető: Moray Hanson |
| 55:39 – E. Bauba (Bernatavicius) | 3–1                |                                     |                   |                           |
| | 3–2                | 58:44 – Polet (Livingston, de Wit)  |                   |                           |
| | 3–3                | 59:32 – Hartogs (Kars, van Schagen) |                   |                           |

| 2006. április 23. 16:30 | Észtország | 1–3 (0–2, 1–1, 0–0) | Lengyelország | Tallinn Nézőszám: 1049 |

| Jegyzőkönyv | Jegyzőkönyv       | Jegyzőkönyv                                   | Jegyzőkönyv        | Jegyzőkönyv                |
| --- | ----------------- | --------------------------------------------- | ------------------ | -------------------------- |
| | Aleksei Terentjev | Kapusok                                       | Rafal Radziszewski | Játékvezető: Thomas Schurr |
| \| \| 0–1 \| 1:57 – Czerkawski (Laszkiewicz, Slabon) (PP1) \| \| \| 0–2 \| 17:55 – Kolusz (Sokol, Piotrowski) \| \| 22:25 – Kozlov (Ivanov, Petrov) (PP1) \| 1–2 \| \| \| \| 1–3 \| 39:59 – Garbocz (Rozanski, Podlipni) \| |                   |                                               |                    | Játékvezető: Thomas Schurr |
| 16 perc | Büntetések        | 14 perc                                       |                    | Játékvezető: Thomas Schurr |
| 26 | Lövések           | 41                                            |                    | Játékvezető: Thomas Schurr |
| | 0–1               | 1:57 – Czerkawski (Laszkiewicz, Slabon) (PP1) |                    | Játékvezető: Thomas Schurr |
| | 0–2               | 17:55 – Kolusz (Sokol, Piotrowski)            |                    | Játékvezető: Thomas Schurr |
| 22:25 – Kozlov (Ivanov, Petrov) (PP1) | 1–2               |                                               |                    | Játékvezető: Thomas Schurr |
| | 1–3               | 39:59 – Garbocz (Rozanski, Podlipni)          |                    |                            |

| 2006. április 23. 20:00 | Horvátország | 0–6 (0–1, 0–4, 0–1) | Ausztria | Tallinn Nézőszám: 312 |

| Jegyzőkönyv | Jegyzőkönyv | Jegyzőkönyv                             | Jegyzőkönyv    | Jegyzőkönyv              |
| --- | ----------- | --------------------------------------- | -------------- | ------------------------ |
| | Vanja Belic | Kapusok                                 | Reinhard Divis | Játékvezető: Viki Trilar |
| \| \| 0–1 \| 0:56 – Welser (Setzinger, Lukas) \| \| \| 0–2 \| 21:33 – Trattnig (A. Lakos, Kalt) (PP1) \| \| \| 0–3 \| 33:11 – Koch \| \| \| 0–4 \| 33:15 – Koch (Setzinger) \| \| \| 0–5 \| 35:15 – Szücs (Kaspitz, Peintner) \| \| \| 0–6 \| 56:57 – Peintner (SH1) \| |             |                                         |                | Játékvezető: Viki Trilar |
| 28 perc | Büntetések  | 6 perc                                  |                | Játékvezető: Viki Trilar |
| 13 | Lövések     | 52                                      |                | Játékvezető: Viki Trilar |
| | 0–1         | 0:56 – Welser (Setzinger, Lukas)        |                | Játékvezető: Viki Trilar |
| | 0–2         | 21:33 – Trattnig (A. Lakos, Kalt) (PP1) |                | Játékvezető: Viki Trilar |
| | 0–3         | 33:11 – Koch                            |                | Játékvezető: Viki Trilar |
| | 0–4         | 33:15 – Koch (Setzinger)                |                |                          |
| | 0–5         | 35:15 – Szücs (Kaspitz, Peintner)       |                |                          |
| | 0–6         | 56:57 – Peintner (SH1)                  |                |                          |

| 2006. április 24. 13:00 | Lengyelország | 1–2 (1–0, 0–0, 0–2) | Litvánia | Tallinn Nézőszám: 242 |

| Jegyzőkönyv | Jegyzőkönyv        | Jegyzőkönyv                                         | Jegyzőkönyv        | Jegyzőkönyv               |
| --- | ------------------ | --------------------------------------------------- | ------------------ | ------------------------- |
| | Rafal Radziszewski | Kapusok                                             | Arunas Aleinikovas | Játékvezető: Turcan Tomas |
| \| 12:36 – Rozanski (Podlipni) (PP1) \| 1–0 \| \| \| \| 1–1 \| 45:19 – Pliskauskas (Kumeliauskas, Aliukonas) (PP1) \| \| \| 1–2 \| 51:24 – Katulis (Aliukonis, Pliskauskas) (PP1) \| |                    |                                                     |                    | Játékvezető: Turcan Tomas |
| 12 perc | Büntetések         | 18 perc                                             |                    | Játékvezető: Turcan Tomas |
| 43 | Lövések            | 20                                                  |                    | Játékvezető: Turcan Tomas |
| 12:36 – Rozanski (Podlipni) (PP1) | 1–0                |                                                     |                    | Játékvezető: Turcan Tomas |
| | 1–1                | 45:19 – Pliskauskas (Kumeliauskas, Aliukonas) (PP1) |                    | Játékvezető: Turcan Tomas |
| | 1–2                | 51:24 – Katulis (Aliukonis, Pliskauskas) (PP1)      |                    | Játékvezető: Turcan Tomas |

| 2006. április 24. 16:30 | Hollandia | 5–1 (1–0, 2–0, 2–1) | Horvátország | Tallinn Nézőszám: 277 |

| Jegyzőkönyv | Jegyzőkönyv       | Jegyzőkönyv    | Jegyzőkönyv | Jegyzőkönyv                |
| --- | ----------------- | -------------- | ----------- | -------------------------- |
| | Philip Groeneveld | Kapusok        | Vanja Belic | Játékvezető: Thomas Schurr |
| \| 19:42 – Teunissen (Euverman, Schagen) \| 1–0 \| \| \| 25:40 – Teunissen (Euverman, Schagen) \| 2–0 \| \| \| 34:28 – Hoogsteen (Kars, Livingston) (PP1) \| 3–0 \| \| \| \| 3–1 \| 47:08 – Svigir \| \| 48:01 – Kars (de Wit, Polet) \| 4–1 \| \| \| 59:49 – Polet \| 5–1 \| \| |                   |                |             | Játékvezető: Thomas Schurr |
| 6 perc | Büntetések        | 22 perc        |             | Játékvezető: Thomas Schurr |
| 56 | Lövések           | 33             |             | Játékvezető: Thomas Schurr |
| 19:42 – Teunissen (Euverman, Schagen) | 1–0               |                |             | Játékvezető: Thomas Schurr |
| 25:40 – Teunissen (Euverman, Schagen) | 2–0               |                |             | Játékvezető: Thomas Schurr |
| 34:28 – Hoogsteen (Kars, Livingston) (PP1) | 3–0               |                |             | Játékvezető: Thomas Schurr |
| | 3–1               | 47:08 – Svigir |             |                            |
| 48:01 – Kars (de Wit, Polet) | 4–1               |                |             |                            |
| 59:49 – Polet | 5–1               |                |             |                            |

| 2006. április 24. 20:00 | Ausztria | 3–1 (0–1, 2–0, 1–0) | Észtország | Tallinn Nézőszám: 2500 |

| Jegyzőkönyv | Jegyzőkönyv    | Jegyzőkönyv                                    | Jegyzőkönyv       | Jegyzőkönyv               |
| --- | -------------- | ---------------------------------------------- | ----------------- | ------------------------- |
| | Reinhard Divis | Kapusok                                        | Aleksei Terentjev | Játékvezető: Moray Hanson |
| \| \| 0–1 \| 15:26 – Potsinok (Valiullin, Raskidajev) (PP1) \| \| 23:59 – Selmser (Rebek, Setzinger) (PP1) \| 1–1 \| \| \| 39:54 – Stewart (P. Lakos) \| 2–1 \| \| \| 59:44 – Selmser (Stewart) \| 3–1 \| \| |                |                                                |                   | Játékvezető: Moray Hanson |
| 10 perc | Büntetések     | 20 perc                                        |                   | Játékvezető: Moray Hanson |
| 50 | Lövések        | 17                                             |                   | Játékvezető: Moray Hanson |
| | 0–1            | 15:26 – Potsinok (Valiullin, Raskidajev) (PP1) |                   | Játékvezető: Moray Hanson |
| 23:59 – Selmser (Rebek, Setzinger) (PP1) | 1–1            |                                                |                   | Játékvezető: Moray Hanson |
| 39:54 – Stewart (P. Lakos) | 2–1            |                                                |                   | Játékvezető: Moray Hanson |
| 59:44 – Selmser (Stewart) | 3–1            |                                                |                   |                           |

| 2006. április 26. 13:00 | Ausztria | 5–3 (1–1, 2–2, 2–0) | Litvánia | Tallinn Nézőszám: 224 |

| Jegyzőkönyv | Jegyzőkönyv    | Jegyzőkönyv                                  | Jegyzőkönyv          | Jegyzőkönyv                |
| --- | -------------- | -------------------------------------------- | -------------------- | -------------------------- |
| | Reinhard Divis | Kapusok                                      | Nerijus Dauksevicius | Játékvezető: Thomas Schurr |
| \| \| 0–1 \| 16:04 – Katulis (SH2) \| \| 19:32 – Kaspitz (Szücs) \| 1–1 \| \| \| \| 1–2 \| 22:03 – Lelenas (Pliskauskas, Katulis) \| \| 28:35 – Rebek (Trattnig, Koch) (PP1) \| 2–2 \| \| \| \| 2–3 \| 31:57 – Pliskauskas (Bernatavicius, Katulis) \| \| 35:28 – Trattnig (Pewal, Ulrich) (PP1) \| 3–3 \| \| \| 45:14 – Welser (Ulrich, Koch) (PP1) \| 4–3 \| \| \| 59:18 – Koch (Setzinger) (PP1) \| 5–3 \| \| |                |                                              |                      | Játékvezető: Thomas Schurr |
| 8 perc | Büntetések     | 45 perc                                      |                      | Játékvezető: Thomas Schurr |
| 64 | Lövések        | 23                                           |                      | Játékvezető: Thomas Schurr |
| | 0–1            | 16:04 – Katulis (SH2)                        |                      | Játékvezető: Thomas Schurr |
| 19:32 – Kaspitz (Szücs) | 1–1            |                                              |                      | Játékvezető: Thomas Schurr |
| | 1–2            | 22:03 – Lelenas (Pliskauskas, Katulis)       |                      | Játékvezető: Thomas Schurr |
| 28:35 – Rebek (Trattnig, Koch) (PP1) | 2–2            |                                              |                      |                            |
| | 2–3            | 31:57 – Pliskauskas (Bernatavicius, Katulis) |                      |                            |
| 35:28 – Trattnig (Pewal, Ulrich) (PP1) | 3–3            |                                              |                      |                            |
| 45:14 – Welser (Ulrich, Koch) (PP1) | 4–3            |                                              |                      |                            |
| 59:18 – Koch (Setzinger) (PP1) | 5–3            |                                              |                      |                            |

| 2006. április 26. 16:30 | Lengyelország | 5–1 (2–0, 1–0, 2–1) | Hollandia | Tallinn Nézőszám: 202 |

| Jegyzőkönyv | Jegyzőkönyv        | Jegyzőkönyv                          | Jegyzőkönyv        | Jegyzőkönyv              |
| --- | ------------------ | ------------------------------------ | ------------------ | ------------------------ |
| | Rafal Radziszewski | Kapusok                              | Phillip Groeneveld | Játékvezető: Viki Trilar |
| \| 8:04 – Garbocz (Borzecki, Czerkawski) (PP2) \| 1–0 \| \| \| 17:23 – Sarnik (Laszkiewicz, Gonera) (PP1) \| 2–0 \| \| \| 20:42 – Czerkawski (Kolusz, Borezecki) \| 3–0 \| \| \| \| 3–1 \| 50:16 – Hartogs (Livingston, de Wit) \| \| 50:58 – Piekarski (Kolusz, Czerkawski) \| 4–1 \| \| \| 51:59 – Czerkawski (Kolusz, Duleba) \| 5–1 \| \| |                    |                                      |                    | Játékvezető: Viki Trilar |
| 14 perc | Büntetések         | 18 perc                              |                    | Játékvezető: Viki Trilar |
| 46 | Lövések            | 25                                   |                    | Játékvezető: Viki Trilar |
| 8:04 – Garbocz (Borzecki, Czerkawski) (PP2) | 1–0                |                                      |                    | Játékvezető: Viki Trilar |
| 17:23 – Sarnik (Laszkiewicz, Gonera) (PP1) | 2–0                |                                      |                    | Játékvezető: Viki Trilar |
| 20:42 – Czerkawski (Kolusz, Borezecki) | 3–0                |                                      |                    | Játékvezető: Viki Trilar |
| | 3–1                | 50:16 – Hartogs (Livingston, de Wit) |                    |                          |
| 50:58 – Piekarski (Kolusz, Czerkawski) | 4–1                |                                      |                    |                          |
| 51:59 – Czerkawski (Kolusz, Duleba) | 5–1                |                                      |                    |                          |

| 2006. április 26. 20:00 | Horvátország | 6–8 (2–3, 2–4, 2–1) | Észtország | Tallinn Nézőszám: 3000 |

| Jegyzőkönyv | Jegyzőkönyv               | Jegyzőkönyv                                      | Jegyzőkönyv                       | Jegyzőkönyv               |
| --- | ------------------------- | ------------------------------------------------ | --------------------------------- | ------------------------- |
| | Vanja Belic Nenad Skrapec | Kapusok                                          | Aleksei Terentjev Andrei Sestakov | Játékvezető: Tomas Turcan |
| \| \| 0–1 \| 1:14 – Titarenko (Sildre) \| \| 4:53 – Mladjenovic (Ciganovic) \| 1–1 \| \| \| \| 1–2 \| 5:22 – Petrov (Potsinok) (PP1) \| \| \| 1–3 \| 8:08 – Titarenko (Sildre) \| \| 9:17 – Belic (PP1) \| 2–3 \| \| \| \| 2–4 \| 21:14 – Palu (Sildre, Titarenko) \| \| \| 2–5 \| 21:53 – Kozlov (Potsinok, Kolpakov) (PP1) \| \| \| 2–6 \| 22:51 – Valiullin (Agnevtstsikov) (PP1) \| \| 25:28 – Plahutar (Svigir) \| 3–6 \| \| \| 29:05 – Glavota (Ciganovic) \| 4–6 \| \| \| \| 4–7 \| 31:31 – Titarenko (Sildre) \| \| \| 4–8 \| 49:09 – Valiullin (Smirnov, Agnevtstsikov) (PP1) \| \| 50:08 – Chovanec (Brumercik, Mladjenovic) (PP2) \| 5–8 \| \| \| 59:29 – Jacmenjak (Chovanec, Lovrencic) (PP1) \| 6–8 \| \| |                           |                                                  |                                   | Játékvezető: Tomas Turcan |
| 39 perc | Büntetések                | 43 perc                                          |                                   | Játékvezető: Tomas Turcan |
| 27 | Lövések                   | 40                                               |                                   | Játékvezető: Tomas Turcan |
| | 0–1                       | 1:14 – Titarenko (Sildre)                        |                                   | Játékvezető: Tomas Turcan |
| 4:53 – Mladjenovic (Ciganovic) | 1–1                       |                                                  |                                   | Játékvezető: Tomas Turcan |
| | 1–2                       | 5:22 – Petrov (Potsinok) (PP1)                   |                                   | Játékvezető: Tomas Turcan |
| | 1–3                       | 8:08 – Titarenko (Sildre)                        |                                   |                           |
| 9:17 – Belic (PP1) | 2–3                       |                                                  |                                   |                           |
| | 2–4                       | 21:14 – Palu (Sildre, Titarenko)                 |                                   |                           |
| | 2–5                       | 21:53 – Kozlov (Potsinok, Kolpakov) (PP1)        |                                   |                           |
| | 2–6                       | 22:51 – Valiullin (Agnevtstsikov) (PP1)          |                                   |                           |
| 25:28 – Plahutar (Svigir) | 3–6                       |                                                  |                                   |                           |
| 29:05 – Glavota (Ciganovic) | 4–6                       |                                                  |                                   |                           |
| | 4–7                       | 31:31 – Titarenko (Sildre)                       |                                   |                           |
| | 4–8                       | 49:09 – Valiullin (Smirnov, Agnevtstsikov) (PP1) |                                   |                           |
| 50:08 – Chovanec (Brumercik, Mladjenovic) (PP2) | 5–8                       |                                                  |                                   |                           |
| 59:29 – Jacmenjak (Chovanec, Lovrencic) (PP1) | 6–8                       |                                                  |                                   |                           |

| 2006. április 28. 13:00 | Lengyelország | 7–1 (1–0, 2–1, 4–0) | Horvátország | Tallinn Nézőszám: 350 |

| Jegyzőkönyv | Jegyzőkönyv         | Jegyzőkönyv                       | Jegyzőkönyv   | Jegyzőkönyv                |
| --- | ------------------- | --------------------------------- | ------------- | -------------------------- |
| | Tomasz Wawrzkiewicz | Kapusok                           | Nenad Skrapec | Játékvezető: Thomas Schurr |
| \| 19:58 – Borzecki (Piekarski, Czerkawski) (PP1) \| 1–0 \| \| \| 23:13 – Kolusz (Piekarski, Garbocz) \| 2–0 \| \| \| 31:19 – Laszkiewicz (Sarnik) \| 3–0 \| \| \| \| 3–1 \| 33:21 – Grozaj (Zibret, Chovanec) \| \| 46:16 – Sarnik (Laszkiewicz, Klys) \| 4–1 \| \| \| 47:53 – Garbocz (Kolusz, Borzecki) (PP1) \| 5–1 \| \| \| 54:41 – Lopuski (Piotrokski) (PP1) \| 6–1 \| \| \| 59:42 – Sarnik (Slabon, Gonera) \| 7–1 \| \| |                     |                                   |               | Játékvezető: Thomas Schurr |
| 10 perc | Büntetések          | 12 perc                           |               | Játékvezető: Thomas Schurr |
| 64 | Lövések             | 12                                |               | Játékvezető: Thomas Schurr |
| 19:58 – Borzecki (Piekarski, Czerkawski) (PP1) | 1–0                 |                                   |               | Játékvezető: Thomas Schurr |
| 23:13 – Kolusz (Piekarski, Garbocz) | 2–0                 |                                   |               | Játékvezető: Thomas Schurr |
| 31:19 – Laszkiewicz (Sarnik) | 3–0                 |                                   |               | Játékvezető: Thomas Schurr |
| | 3–1                 | 33:21 – Grozaj (Zibret, Chovanec) |               |                            |
| 46:16 – Sarnik (Laszkiewicz, Klys) | 4–1                 |                                   |               |                            |
| 47:53 – Garbocz (Kolusz, Borzecki) (PP1) | 5–1                 |                                   |               |                            |
| 54:41 – Lopuski (Piotrokski) (PP1) | 6–1                 |                                   |               |                            |
| 59:42 – Sarnik (Slabon, Gonera) | 7–1                 |                                   |               |                            |

| 2006. április 28. 16:30 | Hollandia | 2–8 (1–2, 1–3, 0–3) | Ausztria | Tallinn Nézőszám: 493 |

| Jegyzőkönyv | Jegyzőkönyv                     | Jegyzőkönyv                             | Jegyzőkönyv   | Jegyzőkönyv               |
| --- | ------------------------------- | --------------------------------------- | ------------- | ------------------------- |
| | Phillip Groeneveld Casper Swart | Kapusok                                 | Gert Prohaska | Játékvezető: Tomas Turcan |
| \| \| 0–1 \| 2:27 – Pewal (Kalt, A. Lakos) (PP1) \| \| \| 0–2 \| 3:20 – Reichel (Peintner, Kaspitz) \| \| 5:33 – de Wit (Livingston, Kars) \| 1–2 \| \| \| \| 1–3 \| 22:27 – Szucs (Kaspitz) \| \| \| 1–4 \| 34:38 – Selmser (Rebek, Koch) (PP1) \| \| \| 1–5 \| 35:44 – Trattnig (Kalt, Pewal) (PP1) \| \| 39:14 – Livingston (Hartogs) \| 2–5 \| \| \| \| 2–6 \| 48:17 – Setzinger (Rebek, Koch) \| \| \| 2–7 \| 56:05 – P. Lakos (Trattnig, Kalt) (SH1) \| \| \| 2–8 \| 56:17 – Trattnig (Kalt) (SH1) \| |                                 |                                         |               | Játékvezető: Tomas Turcan |
| 18 perc | Büntetések                      | 18 perc                                 |               | Játékvezető: Tomas Turcan |
| 26 | Lövések                         | 38                                      |               | Játékvezető: Tomas Turcan |
| | 0–1                             | 2:27 – Pewal (Kalt, A. Lakos) (PP1)     |               | Játékvezető: Tomas Turcan |
| | 0–2                             | 3:20 – Reichel (Peintner, Kaspitz)      |               | Játékvezető: Tomas Turcan |
| 5:33 – de Wit (Livingston, Kars) | 1–2                             |                                         |               | Játékvezető: Tomas Turcan |
| | 1–3                             | 22:27 – Szucs (Kaspitz)                 |               |                           |
| | 1–4                             | 34:38 – Selmser (Rebek, Koch) (PP1)     |               |                           |
| | 1–5                             | 35:44 – Trattnig (Kalt, Pewal) (PP1)    |               |                           |
| 39:14 – Livingston (Hartogs) | 2–5                             |                                         |               |                           |
| | 2–6                             | 48:17 – Setzinger (Rebek, Koch)         |               |                           |
| | 2–7                             | 56:05 – P. Lakos (Trattnig, Kalt) (SH1) |               |                           |
| | 2–8                             | 56:17 – Trattnig (Kalt) (SH1)           |               |                           |

| 2006. április 28. 20:00 | Észtország | 2–7 (0–4, 1–2, 1–1) | Litvánia | Tallinn Nézőszám: 2500 |

| Jegyzőkönyv | Jegyzőkönyv                       | Jegyzőkönyv                                   | Jegyzőkönyv                             | Jegyzőkönyv               |
| --- | --------------------------------- | --------------------------------------------- | --------------------------------------- | ------------------------- |
| | Andrei Sestakov Aleksei Terentjev | Kapusok                                       | Arunas Aleinikovas Nerijus Dauksevicius | Játékvezető: Moray Hanson |
| \| \| 0–1 \| 5:43 – D. Bauba (Aliukonis, Kuliesius) \| \| \| 0–2 \| 8:22 – Lelenas (Pliskauskas, E. Bauba) (PP1) \| \| \| 0–3 \| 13:27 – Pliskauskas (Bernatavicius, D. Bauba) \| \| \| 0–4 \| 18:20 – Pliskauskas (E. Bauba, Lelenas) \| \| 25:44 – Valiullin (Ivanov, Kozlov) (PP1) \| 1–4 \| \| \| \| 1–5 \| 35:28 – Kulevicius (Slikas, Vyniauskas) \| \| \| 1–6 \| 36:00 – Lelanas (E. Bauba, Pliskauskas) \| \| 45:24 – Palu (Sildre) \| 2–6 \| \| \| \| 2–7 \| 52:27 – Slikas (Kieras, D. Bauba) \| |                                   |                                               |                                         | Játékvezető: Moray Hanson |
| 37 perc | Büntetések                        | 16 perc                                       |                                         | Játékvezető: Moray Hanson |
| 38 | Lövések                           | 25                                            |                                         | Játékvezető: Moray Hanson |
| | 0–1                               | 5:43 – D. Bauba (Aliukonis, Kuliesius)        |                                         | Játékvezető: Moray Hanson |
| | 0–2                               | 8:22 – Lelenas (Pliskauskas, E. Bauba) (PP1)  |                                         | Játékvezető: Moray Hanson |
| | 0–3                               | 13:27 – Pliskauskas (Bernatavicius, D. Bauba) |                                         | Játékvezető: Moray Hanson |
| | 0–4                               | 18:20 – Pliskauskas (E. Bauba, Lelenas)       |                                         |                           |
| 25:44 – Valiullin (Ivanov, Kozlov) (PP1) | 1–4                               |                                               |                                         |                           |
| | 1–5                               | 35:28 – Kulevicius (Slikas, Vyniauskas)       |                                         |                           |
| | 1–6                               | 36:00 – Lelanas (E. Bauba, Pliskauskas)       |                                         |                           |
| 45:24 – Palu (Sildre) | 2–6                               |                                               |                                         |                           |
| | 2–7                               | 52:27 – Slikas (Kieras, D. Bauba)             |                                         |                           |

| 2006. április 29. 13:00 | Ausztria | 5–3 (3–1, 0–1, 2–1) | Lengyelország | Tallinn Nézőszám: 1100 |

| Jegyzőkönyv | Jegyzőkönyv    | Jegyzőkönyv                                    | Jegyzőkönyv                            | Jegyzőkönyv               |
| --- | -------------- | ---------------------------------------------- | -------------------------------------- | ------------------------- |
| | Reinhard Divis | Kapusok                                        | Rafal Radziszewski Tomasz Wawrzkiewicz | Játékvezető: Tomas Turcan |
| \| 1:54 – Koch (Welser) \| 1–0 \| \| \| 7:20 – Rebek (Koch) \| 2–0 \| \| \| \| 2–1 \| 8:10 – Baginski (Kolusz, Borzecki) (SH1) \| \| 8:54 – A. Lakos (Pewal, Trattnig) (PP1) \| 3–1 \| \| \| \| 3–2 \| 22:07 – Gonera \| \| 54:56 – Welser (Lukas) \| 4–2 \| \| \| \| 4–3 \| 58:09 – Piekarski (Borzecki, Czerkawski) (PP1) \| \| 58:51 – Koch (Welser) \| 5–3 \| \| |                |                                                |                                        | Játékvezető: Tomas Turcan |
| 14 perc | Büntetések     | 14 perc                                        |                                        | Játékvezető: Tomas Turcan |
| 33 | Lövések        | 33                                             |                                        | Játékvezető: Tomas Turcan |
| 1:54 – Koch (Welser) | 1–0            |                                                |                                        | Játékvezető: Tomas Turcan |
| 7:20 – Rebek (Koch) | 2–0            |                                                |                                        | Játékvezető: Tomas Turcan |
| | 2–1            | 8:10 – Baginski (Kolusz, Borzecki) (SH1)       |                                        | Játékvezető: Tomas Turcan |
| 8:54 – A. Lakos (Pewal, Trattnig) (PP1) | 3–1            |                                                |                                        |                           |
| | 3–2            | 22:07 – Gonera                                 |                                        |                           |
| 54:56 – Welser (Lukas) | 4–2            |                                                |                                        |                           |
| | 4–3            | 58:09 – Piekarski (Borzecki, Czerkawski) (PP1) |                                        |                           |
| 58:51 – Koch (Welser) | 5–3            |                                                |                                        |                           |

| 2006. április 29. 16:30 | Litvánia | 9–3 (5–2, 1–0, 3–1) | Horvátország | Tallinn Nézőszám: 300 |

| Jegyzőkönyv | Jegyzőkönyv          | Jegyzőkönyv              | Jegyzőkönyv               | Jegyzőkönyv               |
| --- | -------------------- | ------------------------ | ------------------------- | ------------------------- |
| | Nerijus Dauksevicius | Kapusok                  | Nenad Skrapec Vanja Belic | Játékvezető: Moray Hanson |
| \| \| 0–1 \| 1:12 – Grozaj (Chovanec) \| \| 5:38 – Kuliesius (D. Bauba) \| 1–1 \| \| \| 7:00 – Bernatavicius (Kuliesius, Bauba) \| 2–1 \| \| \| 9:27 – Pliskauskas (Katulis, E.Bauba) (PP2) \| 3–1 \| \| \| \| 3–2 \| 13:13 – Zibret (Belic) \| \| 14:57 – Lelenas (E. Bauba, Katulis) (PP1) \| 4–2 \| \| \| 16:18 – Katulis (Pliskauskas, Aliukonis) (PP1) \| 5–2 \| \| \| 28:33 – Kuliesius (Bernatavicius, Kaminskas) \| 6–2 \| \| \| 42:20 – Lelenas (Aliukonis) \| 7–2 \| \| \| \| 7–3 \| 47:39 – Kucera (Iveziq) \| \| 56:08 – Lelenas (Pliskauskas, E. Bauba) \| 8–3 \| \| \| 59:44 – Bernatavicius (D. Bauba, Kieras) (SH1) \| 9–3 \| \| |                      |                          |                           | Játékvezető: Moray Hanson |
| 22 perc | Büntetések           | 16 perc                  |                           | Játékvezető: Moray Hanson |
| 48 | Lövések              | 27                       |                           | Játékvezető: Moray Hanson |
| | 0–1                  | 1:12 – Grozaj (Chovanec) |                           | Játékvezető: Moray Hanson |
| 5:38 – Kuliesius (D. Bauba) | 1–1                  |                          |                           | Játékvezető: Moray Hanson |
| 7:00 – Bernatavicius (Kuliesius, Bauba) | 2–1                  |                          |                           | Játékvezető: Moray Hanson |
| 9:27 – Pliskauskas (Katulis, E.Bauba) (PP2) | 3–1                  |                          |                           |                           |
| | 3–2                  | 13:13 – Zibret (Belic)   |                           |                           |
| 14:57 – Lelenas (E. Bauba, Katulis) (PP1) | 4–2                  |                          |                           |                           |
| 16:18 – Katulis (Pliskauskas, Aliukonis) (PP1) | 5–2                  |                          |                           |                           |
| 28:33 – Kuliesius (Bernatavicius, Kaminskas) | 6–2                  |                          |                           |                           |
| 42:20 – Lelenas (Aliukonis) | 7–2                  |                          |                           |                           |
| | 7–3                  | 47:39 – Kucera (Iveziq)  |                           |                           |
| 56:08 – Lelenas (Pliskauskas, E. Bauba) | 8–3                  |                          |                           |                           |
| 59:44 – Bernatavicius (D. Bauba, Kieras) (SH1) | 9–3                  |                          |                           |                           |

| 2006. április 29. 20:00 | Hollandia | 2–7 (0–2, 0–1, 2–4) | Észtország | Tallinn Nézőszám: 3807 |

| Jegyzőkönyv | Jegyzőkönyv        | Jegyzőkönyv                                      | Jegyzőkönyv     | Jegyzőkönyv              |
| --- | ------------------ | ------------------------------------------------ | --------------- | ------------------------ |
| | Phillip Groeneveld | Kapusok                                          | Andrei Sestakov | Játékvezető: Viki Trilar |
| \| \| 0–1 \| 11:02 – Valiullin (Kolpakov) (PP2) \| \| \| 0–2 \| 13:47 – Ivanov (Lahesalu) (SH1) \| \| \| 0–3 \| 35:51 – Kozlov \| \| \| 0–4 \| 40:28 – Petrov (Makrov) \| \| \| 0–5 \| 52:37 – Raskidajev (Makrov, Agnevtstsikov) (PP1) \| \| 53:22 – Livingston (de Wit) \| 1–5 \| \| \| 54:57 – Schagen (Hoogsteen, Euverman) (PP1) \| 2–5 \| \| \| \| 2–6 \| 56:51 – Makrov (Potsinok, Raskidajev) \| \| \| 2–7 \| 58:48 – Ivanov (Potsinok) \| |                    |                                                  |                 | Játékvezető: Viki Trilar |
| 66 perc | Büntetések         | 35 perc                                          |                 | Játékvezető: Viki Trilar |
| 21 | Lövések            | 36                                               |                 | Játékvezető: Viki Trilar |
| | 0–1                | 11:02 – Valiullin (Kolpakov) (PP2)               |                 | Játékvezető: Viki Trilar |
| | 0–2                | 13:47 – Ivanov (Lahesalu) (SH1)                  |                 | Játékvezető: Viki Trilar |
| | 0–3                | 35:51 – Kozlov                                   |                 | Játékvezető: Viki Trilar |
| | 0–4                | 40:28 – Petrov (Makrov)                          |                 |                          |
| | 0–5                | 52:37 – Raskidajev (Makrov, Agnevtstsikov) (PP1) |                 |                          |
| 53:22 – Livingston (de Wit) | 1–5                |                                                  |                 |                          |
| 54:57 – Schagen (Hoogsteen, Euverman) (PP1) | 2–5                |                                                  |                 |                          |
| | 2–6                | 56:51 – Makrov (Potsinok, Raskidajev)            |                 |                          |
| | 2–7                | 58:48 – Ivanov (Potsinok)                        |                 |                          |